# Saison 2016-2017 du Racing 92
Cette page présente la saison 2016-2017 du Racing 92 en Top 14 et en coupe d'Europe.

## La saison
Budget
Récit
Le 13 mars 2017, alors que le Stade français Paris rugby est 12e du championnat de France, le président Thomas Savare annonce une fusion avec le club voisin du Racing 92, à partir de la saison suivante. Cette fusion est dictée par des raisons économiques
Le 14 mars, farouchement opposés à une fusion, les joueurs du Stade français déposent un préavis de grève illimitée indiquant que la FFR était également totalement opposée à cette fusion.
Le 17 mars, la LNR annonce que les matchs "Castres - Stade Français et Montpellier - Racing", qui doivent avoir lieu le lendemain, sont reportés aux 22 et 23 avril.
Le 19 mars, face aux réticences et à la grogne des joueurs, de la FFR et du rugby français, le projet de fusion du Stade Français et du Racing 92 est annulé,.
Le 22 mars la FFR annule le report des "Castres - Stade Français et Montpellier - Racing", cette décision provoque une nouvelle polémique,.

## Effectif 2016-2017
| Nom                       | Poste            | Naissance         | Nationalité sportive | Sélections (pts marqués) | Dernier club                          | Arrivée au club (année) | JIFF |
| ------------------------- | ---------------- | ----------------- | -------------------- | ------------------------ | ------------------------------------- | ----------------------- | ---- |
| Viliamu Afatia            | Pilier           | 25 avril 1990     | Samoa                |                          | SU Agen                               | 2016                    | non  |
| Eddy Ben Arous            | Pilier           | 25 août 1990      | France               | -                        | US Tours                              | 2008                    | oui  |
| Julien Brugnaut           | Pilier           | 17 novembre 1981  | France               |                          | Munster                               | 2010                    | oui  |
| Luc Ducalcon              | Pilier           | 2 janvier 1984    | France               |                          | Castres olympique                     | 2012                    | oui  |
| Cedate Gomes Sa           | Pilier           | 7 août 1993       | France               | -                        | Saint-Nazaire                         | 2011                    | oui  |
| Ben Tameifuna             | Pilier           | 30 août 1991      | Nouvelle-Zélande     | -                        | Waikato                               | 2015                    | non  |
| Khatchik Vartanov         | Pilier           | 6 février 1993    | France               | -                        | Paris UC                              | 2011                    | oui  |
| Nicolas Mirande           | Pilier           | 26 décembre 1989  | Argentine            | -                        | Tucumán                               | 2015                    | non  |
| Camille Chat              | Talonneur        | 18 décembre 1995  | France               | -                        | Formé au club                         | 2013                    | oui  |
| Virgile Lacombe           | Talonneur        | 7 juillet 1984    | France               | -                        | Southern Kings                        | 2013                    | oui  |
| Dimitri Szarzewski (cap.) | Talonneur        | 26 janvier 1983   | France               |                          | Stade français                        | 2012                    | oui  |
| Manuel Carizza            | 2e ligne         | 23 août 1984      | Argentine            |                          | Stormers                              | 2015                    | non  |
| Leone Nakarawa            | 2e ligne         | 2 avril 1988      | Fidji                |                          | Glasgow Warriors                      | 2016                    | non  |
| François van der Merwe    | 2e ligne         | 4 octobre 1983    | Afrique du Sud       | -                        | Stormers                              | 2008                    | non  |
| Boris Palu                | 2e ligne         | 4 février 1996    | France               |                          | Formé au club                         | 2015                    |      |
| Ali Williams              | 2e ligne         | 30 avril 1981     | Nouvelle-Zélande     |                          | RC Toulon                             | 2016                    | non  |
| Gerbrandt Grobler         | 2e ligne         | 6 février 1992    | Afrique du Sud       |                          | Sans club (2014-2015 Western Province | 2016                    | non  |
| Le Roux Roets             | 2e ligne         | 14 janvier 1995   | Afrique du Sud       |                          | Bulls                                 | 2016                    | non  |
| Wenceslas Lauret          | 3e ligne         | 28 mars 1989      | France               |                          | Biarritz olympique                    | 2013                    | oui  |
| Bernard Le Roux           | 3e ligne         | 4 juin 1989       | France               |                          | Boland Cavaliers                      | 2009                    | oui  |
| Olivier Missoup           | 3e ligne         | 5 février 1981    | France               | -                        | US Oyonnax                            | 2016                    | oui  |
| Yannick Nyanga            | 3e ligne         | 19 décembre 1983  | France               |                          | Stade toulousain                      | 2015                    | oui  |
| Antonie Claassen          | 3e ligne         | 20 septembre 1984 | France               |                          | Castres olympique                     | 2014                    | oui  |
| Thibault Dubarry          | 3e ligne         | 24 novembre 1987  | France               | -                        | Biarritz olympique                    | 2014                    | oui  |
| Chris Masoe               | 3e ligne         | 15 mai 1979       | Nouvelle-Zélande     |                          | RC Toulon                             | 2015                    | non  |
| Xavier Chauveau           | Demi de mêlée    | 14 octobre 1992   | France               | -                        | Formé au Club                         | 2013                    | oui  |
| Mathieu Lorée             | Demi de mêlée    | 18 juin 1987      | France               | -                        | Limoges rugby                         | 2017,                   | oui  |
| Maxime Machenaud          | Demi de mêlée    | 30 décembre 1988  | France               |                          | SU Agen                               | 2012                    | oui  |
| James Hart                | Demi de mêlée    | 28 juillet 1991   | France               |                          | FC Grenoble                           | 2016                    | oui  |
| Dan Carter                | Demi d'ouverture | 5 mars 1982       | Nouvelle-Zélande     |                          | Crusaders                             | 2015                    | non  |
| Benjamin Dambielle        | Demi d'ouverture | 15 juillet 1985   | France               | -                        | Stade rochelais                       | 2012                    | oui  |
| Rémi Talès                | Demi d'ouverture | 2 mai 1984        | France               |                          | Castres olympique                     | 2015                    | oui  |
| Franck Pourteau           | Demi d'ouverture | 1er avril 1996    | France               |                          | Stade toulousain                      | 2016                    | oui  |
| Henry Chavancy            | Centre           | 22 mai 1988       | France               | -                        | Formé au Club                         | 2007                    | oui  |
| Étienne Dussartre         | Centre           | 5 février 1993    | France               | -                        | RC Vincennes                          | 2009                    | oui  |
| Casey Laulala             | Centre           | 3 mai 1982        | Nouvelle-Zélande     |                          | Munster Rugby                         | 2014                    | non  |
| Anthony Tuitavake         | Centre           | 12 février 1982   | Nouvelle-Zélande     |                          | Montpellier HR                        | 2016                    | non  |
| Albert Vulivuli           | Centre           | 26 mai 1985       | Fidji                |                          | ASM Clermont                          | 2016                    | non  |
| Marc Andreu               | Ailier           | 27 décembre 1985  | France               |                          | Castres olympique                     | 2013                    | oui  |
| Juan Imhoff               | Ailier           | 11 mai 1988       | Argentine            |                          | Duendes RC                            | 2011                    | non  |
| Joe Rokocoko              | Ailier           | 6 juin 1983       | Nouvelle-Zélande     |                          | Aviron bayonnais                      | 2015                    | non  |
| Teddy Thomas              | Ailier           | 18 septembre 1993 | France               | -                        | Biarritz olympique                    | 2014                    | oui  |
| Brice Dulin               | Arrière          | 13 avril 1990     | France               |                          | Castres olympique                     | 2014                    | oui  |
| Johan Goosen              | Arrière          | 27 juillet 1992   | Afrique du Sud       |                          | Cheetahs                              | 2014                    | non  |
| Sean Robinson             | Arrière          | 2 janvier 1993    | Afrique du Sud       | -                        | Sharks                                | 2014                    | oui  |

### Calendrier et résultats[14]
| Date                       | Catégorie             | Adversaire            | Lieu | Score   | Essais du Racing 92                                                                                           | Class. | Public |
| -------------------------- | --------------------- | --------------------- | ---- | ------- | --- | ------ | ------ |
| Vendredi 5 août 2016       | Amical                | Stade toulousain      | Ext. | 21 - 35 | Szarzewki, Vulivuli, Dussartre, Godner, Vartanov                                                              | -      | 12 000 |
| Jeudi 11 août 2016         | Amical                | Aviron bayonnais      | Ext. | 14 - 29 | - |        |        |
| Samedi 20 août 2016        | 1re journée de Top 14 | Union Bordeaux Bègles | Ext. | 15 - 9  | Aucun essai                                                                                                   | 11     | 22 771 |
| Samedi 27 août 2016        | 2e journée de Top 14  | Lyon OU               | Dom. | 29 - 16 | Imhoff (17e), Chavancy (22e, 58e), Ducalcon (47e)                                                             | 11     | 6 833  |
| Dimanche 4 septembre 2016  | 3e journée de Top 14  | Stade toulousain      | Dom. | 28 - 14 | de pénalité (27e), Imhoff (61e), Le Roux (79e)                                                                | 3      | 8 265  |
| Samedi 10 septembre        | 4e journée de Top 14  | ASM Clermont          | Ext. | 47 - 10 | Robinson (76e)                                                                                                | 8      | 17 674 |
| Dimanche 18 septembre 2016 | 5e journée de Top 14  | RC Toulon             | Dom. | 41 - 30 | Imhoff (16e, 22e, 63e), Laulala (29e, 56e), Lauret (46e)                                                      | 5      | 11 052 |
| Samedi 24 septembre 2016   | 6e journée de Top 14  | Castres olympique     | Ext. | 31 - 23 | Ben Arous (16e), Nakarawa (70e)                                                                               | 9      | 8 845  |
| Samedi 1er octobre 2016    | 7e journée de Top 14  | CA Brive              | Ext. | 25 - 16 | Imhoff (10e)                                                                                                  | 11     | 10 526 |
| Samedi 8 octobre 2016      | 8e journée de Top 14  | Stade français        | Dom. | 29 - 22 | Imhoff (11e), Chat (79e)                                                                                      | 8      | 11 465 |
| Dimanche 23 octobre 2016   | 2e journée d'ERCC1    | Leicester Tigers      | Ext. | 27 - 17 | Carter (48e), Imhoff (74e)                                                                                    | 4      | 19 048 |
| Samedi 29 octobre 2016     | 9e journée de Top 14  | Aviron bayonnais      | Ext. | 3 - 16  | Imhoff (70e)                                                                                                  | 7      | 13 930 |
| Samedi 5 novembre 2016     | 10e journée de Top 14 | Montpellier HR        | Dom. | 21 - 9  | Chavancy (72e), Chauveau (79e)                                                                                | 7      | 8 233  |
| Samedi 12 novembre 2016    | 11e journée de Top 14 | Section paloise       | Ext. | 26 - 17 | Szarzewski (48e), Masoe (67e)                                                                                 | 7      | 10 018 |
| Samedi 19 novembre 2016    | 12e journée de Top 14 | FC Grenoble           | Dom. | 29 - 24 | Nyanga (6e), Szarzewski(30e), van der Merwe (56e), Chavancy (64e)                                             | 7      | 7 333  |
| Samedi 3 décembre 2017     | 13e journée de Top 14 | Stade rochelais       | Ext. | 23 - 23 | Nakarawa (28e), Nyanga (80e)                                                                                  | 8      | 13 860 |
| Samedi 10 décembre 2016    | 3e journée d'ERCC1    | Glasgow Warriors      | Dom. | 14 - 23 | Imhoff (7e), Carter (72e)                                                                                     | 4      | 8 872  |
| Vendredi 16 décembre       | 4e journée d'ERCC1    | Glasgow Warriors      | Ext. | 23 - 7  | Chauveau (78e)                                                                                                | 4      | 7 351  |
| Vendredi 21 décembre       | 14e journée de Top 14 | Castres olympique     | Dom. | 23 - 10 | Chauveau (26e), Lauret (29e), Nyanga (71e)                                                                    | 5      | 8 127  |
| Dimanche 1er janvier 2017  | 15e journée de Top 14 | RC Toulon             | Ext. | 17 - 11 | Szarzewski (54e)                                                                                              | 8      | 15 518 |
| Samedi 7 janvier 2017      | 1re journée d'ERCC1   | Munster               | Dom. | 7 - 32  | Voisin (63e                                                                                                   | 4      | 9 233  |
| Samedi 14 janvier 2017     | 5e journée d'ERCC1    | Leicester Tigers      | Dom. | 34 - 3  | Chauveau (11e), Andreu (16e, 76e), Grobler (38e), de pénalité (44e)                                           | 4      | 5 449  |
| Samedi 21 janvier          | 6e journée d'ERCC1    | Munster               | Ext. | 22 - 10 | Chavancy (59e)                                                                                                | 4      | 26 200 |
| Samedi 28 janvier 2017     | 17e journée de Top 14 | Lyon OU               | Ext. | 37 - 25 | Thomas (4e)                                                                                                   | 10     | 15 269 |
| Samedi 11 février          | 16e journée de Top 14 | Aviron bayonnais      | Dom. | 59 - 20 | Dulin (17e), Chavancy (22e), Grobler (32e, 43e), Zarzewski (39e), Thomas (47e, 64e), Hart (74e), Andreu (78e) | 7      | 6 101  |
| Samedi 18 février          | 18e journée de Top 14 | CA Brive              | Dom. | 33 - 23 | Grobler (14e), Nakarawa (47e, 64e)                                                                            | 8      | 7 692  |
| Samedi 4 mars 2017         | 19e journée de Top 14 | FC Grenoble           | Ext. | 19 - 10 | Thomas (80e)                                                                                                  | 7      | 13 000 |
| Samedi 11 mars 2017        | 20e journée de Top 14 | Stade rochelais       | Dom. | 15 - 38 | Grobler (33e), Nakarawa (63e)                                                                                 | 7      | 12 000 |
| Samedi 25 mars 2017        | 22e journée de Top 14 | ASM Clermont          | Dom. | 27 - 24 | Nakarawa (1re), Masoe (31e), Imhoff (62e)                                                                     | 8      | 31 432 |
| Dimanche 9 avril 2017      | 23e journée de Top 14 | Section paloise       | Dom. | 34 - 32 | Rokocoko (6e), Imhoff (17e), Tameifuna (30e), Chavancy (52e)                                                  | 7      | 8 176  |
| Dimanche 16 avril 2017     | 24e journée de Top 14 | Stade toulousain      | Ext. | 8 - 10  | de pénalité (8e)                                                                                              | 5      | 23 106 |
| Samedi 22 avril 2017       | 21e journée de Top 14 | Montpellier HR        | Ext. | 54 - 3  | Aucun essai                                                                                                   | 6      | 10 815 |
| Dimanche 30 avril          | 25e journée de Top 14 | Stade français        | Ext. | 27 - 23 | Laulala (42e), Tameifuna (62e)                                                                                | 6      | 19 883 |
| Samedi 6 mai 2017          | 26e journée de Top 14 | Union Bordeaux Bègles | Dom. | 22 - 20 | Nyanga (57e), Nakarawa (66e), Carter (71e)                                                                    | 6      | 9 640  |

Avec 14 victoires, 1 nul et 11 défaites, le Racing 92 termine 6e de la phase régulière et se qualifie pour les barrages.

| Rang | Club                  | J  | V  | N | D  | Bo | Bd | Pm  | Pe  | Diff | Pts |
| ---- | --------------------- | -- | -- | - | -- | -- | -- | --- | --- | ---- | --- |
| 1    | Stade rochelais       | 26 | 17 | 3 | 6  | 6  | 5  | 707 | 498 | +209 | 85  |
| 2    | ASM Clermont          | 26 | 15 | 3 | 8  | 8  | 4  | 800 | 562 | +238 | 78  |
| 3    | Montpellier HR        | 26 | 16 | 0 | 10 | 7  | 5  | 750 | 564 | +186 | 76  |
| 4    | RC Toulon             | 26 | 14 | 2 | 10 | 5  | 4  | 674 | 511 | +163 | 69  |
| 5    | Castres olympique     | 26 | 13 | 1 | 12 | 5  | 4  | 667 | 509 | +158 | 63  |
| 6    | Racing 92 (T)         | 26 | 14 | 1 | 11 | 3  | 1  | 586 | 616 | -30  | 62  |
| 7    | Stade français Paris  | 26 | 12 | 1 | 13 | 5  | 4  | 643 | 638 | +5   | 59  |
| 8    | CA Brive              | 26 | 13 | 1 | 12 | 0  | 4  | 577 | 634 | -57  | 58  |
| 9    | Section paloise       | 26 | 12 | 1 | 13 | 2  | 5  | 604 | 701 | -97  | 57  |
| 10   | Lyon OU (P)           | 26 | 11 | 2 | 13 | 3  | 4  | 573 | 632 | -59  | 55  |
| 11   | Union Bordeaux Bègles | 26 | 11 | 1 | 14 | 2  | 6  | 569 | 581 | -12  | 54  |
| 12   | Stade toulousain      | 26 | 11 | 0 | 15 | 3  | 6  | 537 | 561 | -24  | 53  |
| 13   | FC Grenoble           | 26 | 7  | 1 | 18 | 2  | 6  | 611 | 852 | -241 | 38  |
| 14   | Aviron bayonnais (P)  | 26 | 6  | 3 | 17 | 0  | 0  | 466 | 905 | -439 | 30  |

Coupe d'Europe
| Rang | Équipe           | J | V | N | D | Em | Ee | Bo | Bd | Pm  | Pe  | Diff | Pts |
| ---- | ---------------- | - | - | - | - | -- | -- | -- | -- | --- | --- | ---- | --- |
| 1    | Munster          | 6 | 5 | 0 | 1 | 18 | 4  | 3  | 1  | 160 | 64  | +96  | 24  |
| 2    | Glasgow Warriors | 6 | 4 | 0 | 2 | 18 | 10 | 2  | 1  | 160 | 86  | +74  | 19  |
| 3    | Leicester Tigers | 6 | 2 | 0 | 4 | 3  | 23 | 0  | 0  | 61  | 190 | -129 | 8   |
| 4    | Racing 92        | 6 | 1 | 0 | 5 | 12 | 14 | 1  | 0  | 89  | 130 | -41  | 5   |

### Phases finales championnat de France

#### Barrage
Opposé au Montpellier HR, qui a terminé 3e de la phase régulière, le Racing 92 se qualifie pour les barrages.
| Samedi 20 mai 2017 17 h 00 | Montpellier HR | 13–22 (10–14) | Racing 92 | Altrad Stadium Arbitre : Romain Poite |
| Samedi 20 mai 2017 17 h 00 | Essai(s) : 1 Paillaugue (19e) Transformation(s) : 1 W. du Plessis (20e) Pénalité(s) : 2 du Plessis (39e, 53e) Carton(s) jaune(s) : 1 Steyn (44e) Carton(s) rouge(s) : 1 J. du Plessis (79e) |               | Essai(s) : 3 Nakarawa (15e), Teddy Thomas (24e), Rokocoko (76e) Transformation(s) : 2 Carter (15e, 25e) Pénalité(s) : 1 Carter (79e) | Altrad Stadium Arbitre : Romain Poite |
| Samedi 20 mai 2017 17 h 00 | |               | | Altrad Stadium Arbitre : Romain Poite |

#### Demi-finales
| Samedi 27 mai 2017 18 h 00 | ASM Clermont | 37–31 (19–6) | Racing 92 | Orange Vélodrome 64 123 spectateurs Arbitre : Mathieu Raynal |
| Samedi 27 mai 2017 18 h 00 | Essai(s) : 4 Penaud (18e), Lopez (27e, 47e), Lee (63e) Transformation(s) : 1 Parra (47e) Pénalité(s) : 5 Parra (12e, 33e, 40e, 55e, 61e) Carton(s) rouge(s) : 1 Van der Merwe (41e) |              | Essai(s) : 3 Masoe (70e, 77e), Tameifuna (80e) Transformation(s) : 2 Hart (77e), Masoe (80e) Pénalité(s) : 4 Carter (9e, 23e, 42e, 45e) Carton(s) jaune(s) : 1 Masoe (53e) | Orange Vélodrome 64 123 spectateurs Arbitre : Mathieu Raynal |
| Samedi 27 mai 2017 18 h 00 | |              | | Orange Vélodrome 64 123 spectateurs Arbitre : Mathieu Raynal |

## Championnat de France Espoirs
Après avoir terminé 1er de la poule 2 lors de la première phase du championnat de France espoirs, le Racing 92 se retrouve dans la poule Play off pour la seconde phase du championnat, qu'il termine, également, à la première place avec 91 points.
Qualifié pour les demi-finales Play Off, il élimine le FC Grenoble en demi-finale 39 à 17 , le Racing 92 devient champion de France Espoirs, Play-Off, en battant le Lyon OU 30 à 27.
- Racing Club de France[16] (Top 14) - Lyon OU (Top 14) : 30-27

## Statistiques

### Statistiques collectives
Attaque
Défense

### Statistiques individuelles
Meilleur réalisateur